# Comes Saxonum
A comes Saxonum, vagyis szászok ispánja illetve szászok grófja (rövidebben szászgróf) az erdélyi szász univerzitás elnöke volt, egyúttal nagyszebeni királybíró.

## Története
Az 1224-ben II. András által az erdélyi szászok számára kibocsátott kiváltságlevél szerint a szebeni ispánt a király nevezte ki. Az Andreanum szerint a szászok felett csak saját bíráik vagy a szebeni gróf ítélkezhetett. A szász gróf rendszerint a magyar nemesek sorából került ki, ezért gyakran nem tartózkodott a szászok között, így a bíráskodást általában egy helyettes ispán folytatta le.
Ugyan Károly Róbert 1317-ben megerősítette a szászok kiváltságait, utóbb megvonta tőlük az önálló bíráskodás jogát, ezért 1324-ben a szászok Petersdorfi Henning vezetésével fellázadtak ellene. Henninget 1324-ben kivégezték, de a szászokkal csak 1335-ben sikerült békességre jutni.
I. Mátyás király uralkodása idején 1464-ben a szászok megkapták a jogot a szász gróf megválasztására; ezt a jogot 1521-ben II. Lajos is  megerősítette. Ez a választási jogosultság az önálló Erdélyi Fejedelemség idején is fennmaradt. Az Approbáták (1653) illetve Compiláták (1669) néven ismert törvénygyűjtemények szintén tartalmazták, hogy a szászok maguk választhatják tisztségviselőiket. 1542-től a szebeni királybíró tisztsége révén az erdélyi fejedelmi tanács tagja volt, de ezt a szokást nem tartották be következetesen.
A Habsburg-uralom alá került Erdélyben a Diploma Leopoldinum megerősítette az Approbáták és Compiláták érvényességét, továbbá elrendelte, hogy a szebeni királybíró tagja legyen a Guberniumnak. Az 1691-es változat a tisztség betöltését királyi megerősítéshez kötötte. Ennek ellenére a Gubernium 1697. november 11-én három jelöltre kért javaslatot; a szászok 1698. május 15-én tiltakoztak ezellen, azzal érvelve, hogy a közösségnek nemcsak a jelölésre, hanem a választásra is joga van. 1699. március 30-án a szászok végül is eleget tettek a hármas jelölállítási kérésnek, de kifejezetten jogfenntartással éltek. Egy 1796. január 18-i rendelettel a comesi és királybírói tisztséget szétválasztották, majd 1796. december 2-án egy újabb rendelet értelmében a királybírói tisztséget már nem kellett betölteni. A szászok az 1834/35-ös és 1837/38-as országgyűlésen ismét követelték a szász gróf megválasztásának jogát; ezt 1845. december 31-én meg is kapták. Az új szabályozás szerint elsőként megválasztott szász gróf Franz von Salmen lett.
Miután az 1848-as pozsonyi VII. és a kolozsvári I. törvénycikkelyek kimondták Erdély unióját Magyarországgal, a Királyföld közigazgatása átmenetileg változatlan maradt. Az 1876. évi XII. és XXXIII. törvénycikk értelmében azonban a szász egyetem, amely előzőleg politikai testület volt, csak közművelődési szerepet tölthetett be. Egyúttal a szászok grófja (ispánja) cím az újonnan alakított Szeben vármegye főispánjára szállt. Az 1885. évi VII. törvénycikk értelmében a szászok ispánja a főrendiházból is kimaradt.

## Szász grófok listája
A külön hivatkozás nélkül megadott adatok forrása Siebmacher.
| Név                                                  | Tisztségviselés ideje                     | Megjegyzés |
| ---------------------------------------------------- | ----------------------------------------- | --- |
| Türje nembeli Joachim                                | 1210 körül                                | |
| Aristald                                             | 1235                                      | |
| Albertus Agazonum                                    | 1272                                      | |
| Aba Péter                                            | 1279                                      | |
| Kán László                                           |                                           | |
| Arnold                                               | 1292 előtt                                | |
| Gobelinus                                            | 1309, 1310                                | |
| Szent-péteri Henning                                 | 1324                                      | |
| Michael                                              | 1337 - 1342                               | |
| Martin                                               | 1346                                      | |
| Michael, Nicolaus, Abraham                           | 1349                                      | |
| Michael                                              | 1351                                      | |
| Conrad                                               | 1357                                      | |
| Conradus                                             | 1359                                      | |
| Gerhard, Conrad                                      | 1361                                      | |
| Janus de Cibinio                                     | 1365                                      | |
| Joh. Schebenitzer                                    | 1366                                      | |
| Andreas                                              | 1367                                      | |
| Johannes (Janus)                                     | 1370                                      | |
| Michael                                              | 1371                                      | |
| Johann                                               | 1372–1377                                 | |
| Johann de Villa St. Agnethae (Agnethler)             | 1376                                      | |
| Johann                                               | 1380, 1382                                | |
| Jakob                                                | 1383                                      | |
| Jakob                                                | 1387                                      | |
| Johann                                               | 1393                                      | |
| Johann von Jeel                                      | 1406                                      | |
| Andreas                                              | 1411–30                                   | |
| Anton Trautenberger                                  | 1431                                      | |
| Sigmund Maurizius                                    | 1444                                      | (bizonytalan) |
| Johann Sachs                                         | 1446                                      | |
| Sigmund Maurizius                                    | 1449                                      | |
| Johann von Lemmel                                    | 1449 – 1455                               | |
| Veresmarti Geréb Péter                               | 1456 – 1460                               | |
| Michael Zekel v. Szt. Iván                           | 1462 – 1463                               | |
| Stefan Hederfal                                      | 1462                                      | |
| Benedict Roth                                        | 1466                                      | |
| Veresmarti Geréb Péter                               | 1466 – 1467                               | |
| Nicolaus Russe (Aurifaber)                           | 1468                                      | |
| Ladislaus Kakas (Hahn / Haenlein)                    | 1469 – 1480                               | |
| Thomas Altemberger                                   | 1480 vagy 1481 – 1487                     | |
| Laurenz Sartor                                       | 1488 – 1499                               | |
| Laurenz Hahn (Kakas Lőrinc)                          | 1490 – ?                                  | 1505-ben még hivatalban volt |
| Johann von Lulay                                     | 1507 – 1521. április 12.                  | |
| Markus Pemflinger                                    | 1521 – 1535                               | II. Lajos nevezte ki, annak ellenére, hogy az erdélyi szászoknak joguk volt a szabad választásra.                                            |
| Georg Huet                                           | 1533. november 7. –                       | Szapolyai János nevezte ki |
| Michael Knoll                                        | 1534. február 11. –                       | |
| Mathias Armbruster                                   | 1536 – 1538                               | |
| Petrus Gerendi                                       | 1538. március 21. –                       | I. Ferdinánd nevezte ki |
| Georg Huet                                           | 1539. március 25. – 1543                  | Szapolyai János nevezte ki. |
| Johann Roth                                          | 1543–1556                                 | |
| Peter Haller                                         | 1552. december 20. – 1569. december 12.   | I. Ferdinánd nevezte ki |
| Augustin Hedwig                                      | 1570. január 8. – 1577. február 1.        | |
| Albert Huet (Süveg Albert)                           | 1577 – 1607. április 22. vagy 23.         | |
| Johann Huet                                          | 1590                                      | |
| Daniel Melmer                                        | 1607. május 7. –                          | 1612. november 28-án még hivatalban volt |
| David Weyrauch                                       | 1612                                      | Báthory Gábor nevezte ki; ő az egyedüli szász gróf, aki nem volt nagyszebeni királybíró                                                      |
| Coloman Gotzmeister                                  | 1613. december 10. – 1633. október 14.    | |
| Valentin Seraphin                                    | 1634. május 11. – 1639. március 20.       | |
| Valentin Frank                                       | 1645. június 15. – 1648. március 10.      | |
| Johannes Lutsch                                      | 1648 – 1661. november 27.                 | 1658-ban túszként Konstantinápolyba hurcolták, ott is halt meg.                                                                              |
|                                                      |                                           | Lutschot fogsága idején 1658-tól Michael Artz helyettesítette.                                                                               |
| Andreas Fleischer                                    | 1661. december 25. – 1676. február 5.     | |
| Mathias Semringer                                    | 1676. február 16. – 1680. április 3.      | |
| Georg Armbruster                                     | 1680. április 7. – 1685. január 7.        | |
| Johann Haupt                                         | 1685. május 19. – 1686. február 7.        | |
| Valentin Frank von Frankenstein                      | 1686. február 14. – 1697. szeptember 27.  | |
| Johannes Zabanius (Sachs von Harteneck, Szász János) | 1699 – 1703. december 5.                  | |
| Petrus Weber von Hermannsberg                        | 1704. december 11. – 1710. május 26.      | |
| Andreas Teutsch                                      | 1710. június 16. – 1730. augusztus 18.    | |
|                                                      | 1731. augusztus 8. – 1742. szeptember 30. | |
|                                                      |                                           | 1744-ig a tisztség betöltetlen. 1742. november 26-án megválasztották Michael Czekelius von Rosenfeldet, de Mária Terézia nem erősítette meg. |
| Stefan Waldhütter von Adlershausen                   | 1744. október 27. – 1761. november 13.    | |
|                                                      |                                           | 1768-ig a tisztség betöltetlen. 1761. november 27-én megválasztották Samuel von Brukenthalt, de Mária Terézia nem erősítette meg.            |
| Samuel Baussner                                      | 1768. február 6. – 1774. július 5.        | |
|                                                      |                                           | 1781-ig a tisztség betöltetlen |
| Johann Cloos von Cronenthal                          | 1781. március 17. – 1784. július 3.       | |
|                                                      |                                           | II. József megszüntette a tisztséget |
| Michael Bruckenthal                                  | 1790. május 14. – 1813. december 18.      | |
|                                                      |                                           | 1816-ig a tisztség betöltetlen |
| Johann Tartler                                       | 1816. március 8. – 1825. március 25.      | |
| Johann Wachsmann                                     | 1826. február 5. – 1845. május 7.         | |
| Franz von Salmen                                     | 1846. február 6. –                        | |
| Conrad Schmidt                                       | 1861. november 18. – 1868. március 8.     | 1861-ben ideiglenes, 1863. június 18-án nevezték ki                                                                                          |
| Moritz Conrad                                        | 1868. február 24. – 1876. augusztus 8.    | 1868-ban ideiglenes, 1869. február 2-ikán nevezték ki                                                                                        |
| Friedrich Wächter                                    | 1876. augusztus 8. –                      | |
| Moritz Brennerberg                                   | 1883 – 1886                               | |
| Bethlen András                                       | 1883 – 1890. március                      | |
| Gustav Thälmann                                      | 1891. november – 1910                     | |
| Friedrich Walbaum                                    | 1910-1918                                 | |